# Distretto di Nanee
Il distretto di Nanee è un distretto della Liberia facente parte della contea di River Gee.